# Odcinek (film)
Odcinek (azer. Sahə) – azersko-gruziński dramat filmowy z 2010 roku w reżyserii İlqara Safata. Zdjęcia kręcono w Baku i okolicach.

## Opis fabuły
Znany fotograf Garib ma do wyboru - albo intratny kontrakt w Afryce albo małżeństwo z młodą rzeźbiarką Sabiną. W trakcie kłótni pary dochodzi do wypadku. Garib i Sabina trafiają do ruin starożytnego miasta, a stamtąd na posterunek policji. Aby wydostać się z rąk policjantów Garib będzie musiał pokonać swoje własne fobie i zahamowania.

## Obsada
- Zaza Bejaszvili jako Garib
- Melissa Papel jako Sabina
- Vaqif İbrahimoğlu jako szef policji
- Timur Oduşev jako Garib w młodości
- Ruslan İsmayılov jako Pərviz
- Məmməd Səfa jako policjant
- Fərid Bağırov jako policjant
- Debora Kidd jako Janet
- Rafiz Mehdizade jako Emil
- Aleksandr Klimaszew jako Sewa
- Midhət Aydınov
- Ramiz Ibragimow
- Nina Rakowa

## Nagrody i wyróżnienia
Film został wyselekcjonowany jako oficjalny kandydat Azerbejdżanu do Oscara za najlepszy film nieanglojęzyczny podczas 83. ceremonii wręczenia Oscarów, ale nie uzyskał nominacji.